# Antonio Branciforte Colonna
Antonio Branciforte Colonna (Palermo, 28 de janeiro de 1711 - Agrigento, 31 de julho de 1786) foi um cardeal do século XVIII

## Biografia
Nasceu em Palermo em 28 de janeiro de 1711. De família nobre. Filho de Giuseppe Branciforte, príncipe de Scordia, e Anna Maria Naselli e Fiorito, dos príncipes de Aragona. Foi destinado por sua família ao estado eclesiástico e enviado a Roma. Em Roma, foi hospedado pela rica família siciliana Colonna di Borgo, da qual se tornou herdeiro em meados do século, acrescentando ao seu o sobrenome Colonna; e adquirindo uma grande fortuna que logo desperdiçou. Seu sobrenome também está listado como Branciforti; e como Colonna Branciforte.
Estudou na Pontifícia Academia dos Nobres Eclesiásticos, Roma, desde 1730; depois, na Universidade La Sapienza , em Roma, onde obteve o doutorado in utroque iure , direito canônico e civil, em 1º de fevereiro de 1736.
Referendário dos Tribunais da Assinatura Apostólica de Justiça e da Graça, 21 de novembro de 1737. Regente da Chancelaria Apostólica, 1751. Em 1752, foi nomeado núncio extraordinário na França para trazer ao recém-nascido o filho mais velho do Delfim e Maria Josefina da Saxônia, Louis, duque da Borgonha, o abençoado fascie . o núncio extraordinário chegou à França em julho de 1752; ali permaneceu por mais de um ano, tendo sido recebido com muita simpatia na corte dos Bourbon; por causa de uma doença da criança, a cerimônia da fásciasó poderia ocorrer em 19 de junho de 1753. Enquanto na França, Monsenhor Branciforte esperava obter a nunciatura ordinária em Paris após a partida do Núncio Carlo Francesco Durini em 1753; procurou demonstrar as suas qualidades de diplomata nos despachos que transmitia ao Secretário de Estado as notícias político-militares de que tinha conhecimento; mas suas expectativas foram frustradas porque, ao voltar para a Itália, soube que o Papa Bento XIV havia decidido nomeá-lo núncio em Veneza. Recebeu as duas últimas ordens menores, 21 de dezembro de 1753; subdiaconato, 23 de dezembro de 1753; diaconato, 1º de janeiro de 1754.
Ordenado em 2 de fevereiro de 1754.
Eleito arcebispo titular de Tessalônica, em 11 de fevereiro de 1754. Consagrada em 17 de fevereiro de 1754, igreja de S. Ignazio, Roma, pelo cardeal Joaquín Fernando Portocarrero, auxiliado por Giorgio Maria Lascaris, bispo titular de Zenopoli, e por Giovanni Girolamo Gravina, bispo de Pati. Assistente do Trono Pontifício, 27 de fevereiro de 1754. Núncio em Veneza, 2 de abril de 1754. Antes de partir para Veneza, foi nomeado abade commendatarioda abadia de SS. Trinità della Magione, em Palermo. Em 7 de setembro de 1754, o senado veneziano aprovou um decreto sobre a jurisdição eclesiástica que criou uma crise nas relações entre a república e a Santa Sé; durante a crise, que durou quatro anos, o cardeal se mostrou um oficial medíocre e pouco preparado no plano político; a crise foi finalmente resolvida pelo Papa Clemente XIII, um veneziano. Presidente do Estado de Urbino, 10 de dezembro de 1759; ele deixou Veneza no final de fevereiro de 1760; ocupou o cargo até sua promoção ao cardinalato.
Criado cardeal sacerdote no consistório de 26 de setembro de 1766; com um breve apostólico datado de 3 de outubro de 1766, o papa enviou-lhe o barrete vermelho a Urbino com Monsenhor Sersale, ablegato apostólico , e o recebeu em 13 de outubro; recebeu o chapéu vermelho em 2 de abril de 1767; e o título de S. Maria in Via em 6 de abril de 1767. Atribuída à SS. CC. da Sagrada Consulta , Ritos, Disciplina Regular e delle Acque. Como não gozava de grande favor do Papa Clemente XIII, preferiu retirar-se para a Sicília, onde em 10 de abril de 1768 foi celebrado pelo clero e pela nobreza de Palermo. Participou do conclave de 1769, que elegeu o Papa Clemente XIV. Legado em Bolonha por um triênio, 26 de junho de 1769; tomou posse por meio de um procurador, enquanto em Roma, em 17 de novembro de 1769; fez sua entrada solene na cidade no dia 3 de dezembro seguinte; sua legação foi estendida por mais um triênio em 13 de março de 1775; desempenhou a maior parte das tarefas representativas, deixando o peso da administração para o vice-legado Ignazio Gaetano Boncompagni-Ludovisi, que mais tarde o sucedeu; última presença documentada na legação, 17 de julho de 1777. Participou do conclave de 1774-1775, que elegeu o Papa Pio VI. Confirmado na legação por mais um triênio, em 13 de março de 1775. Apresentado à sé de Agrigento, na Sicília, pelo rei Fernando IV de Nápoles, em 25 de fevereiro de 1766; preconizado pelo Papa Pio VI, com título pessoal de arcebispo, em 15 de abril de 1776. Depois de uma longa permanência em Nápoles, que durou a maior parte de 1777, foi para a Sicília, entrando em sua diocese em 1778. Mas raramente residia em sua diocese. , preferindo permanecer longos períodos em Palermo com o príncipe de Scordia, seu irmão, a fim de manter contatos amistosos com o vice-rei para beneficiar a Santa Sé na controvérsia jurisdicional; com base nisso, o cardeal, embora professasse uma sincera submissão à autoridade papal, mostrou-se disposto a aceitar algumas instâncias do governo em favor da ampliação dos poderes judiciários do episcopado;
Morreu em Agrigento em 31 de julho de 1786. Exposto e enterrado na catedral de Agrigento.